# Emdrup Kirke
Emdrup Kirke ligger på Ved Vigen i Københavns nordvestkvarter.

## Historie
Tekst mangler, hjælp os med at skrive teksten

## Kirkebygningen
Tekst mangler, hjælp os med at skrive teksten

## Eksterne kilder og henvisninger
- Emdrup Kirke Arkiveret 19. september 2015 hos  Wayback Machine hos KortTilKirken.dk